# Омельянович, Денис Сергеевич
Омельянович Денис Сергеевич (род. 17 июля 1977, Донецк) — украинский предприниматель и политик, народный депутат Украины VI—VIII созывов.

## Биография
Родился 17 июля 1977 года в городе Донецке.

### Образование
В 1999 году окончил Донецкий государственный университет экономики и торговли им. Туган-Барановского по специальности «экономика предприятий».

### Карьера
С 1997 по 1998 год работал экономистом II категории отдела учёта лимитов и разграничения доходов госбюджета в отделении Госказначейства в Киевском районе г. Донецк.
С 1998 по 2000 год — работал менеджером в Закрытом акционерном обществе «Производственное объединение» Киев-Конти".
С 2000 по 2004 год — директор МТЗ Закрытого акционерного общества «Производственное объединение» Киев-Конти".
С 2004 по 2006 год занимал должность директора по производству закрытого акционерного общества «Производственное объединение» Киев-Конти".
С 2006 года — генеральный директор ЗАО «АПК-ИНВЕСТ». С 2010 — почетный президент ЧАО АПК-ИНВЕСТ.
23 сентября 2011 года избран вице-президентом хоккейного клуба «Донбасс».

## Политическая деятельность
С 2004 года является членом Всеукраинской молодёжной общественной организации «Союз молодёжи регионов Украины»
С марта 2010 года — народный депутат Украины VI созыва (прошёл по списку Партии Регионов под № 204 после сложения мандатов рядом депутатов), председатель подкомитета по вопросам земельных отношений Комитета Верховной Рады Украины по вопросам аграрной политики и земельных отношений.
На парламентских выборах 2012 года прошёл по мажоритарному округу № 49 в Донецкой области (Красноармейск), баллотируясь от партии «Партии Регионов» и набрав 63,94 % голосов. Председатель подкомитета по вопросам экономической и финансовой политики в агропромышленном комплексе Комитета Верховной Рады Украины по вопросам аграрной политики и земельных отношений.
На досрочных парламентских выборах 2014 года стал депутатом Верховной Рады Украины VIII созыва, победив как самовыдвиженец, при поддержке ПР, по одномандатному мажоритарному округу № 49 в Донецкой области, набрав 27,35 % голосов. Вошёл во фракцию Оппозиционного блока, член комитета ВР по вопросам аграрной политики и земельных отношений.
25 декабря 2018 года включён в санкционный список России.

## Награды
- Заслуженный работник промышленности Украины.

## Семья
Женат. Имеет сына и дочь.